# Сборная Латвии по хоккею с мячом
Сборная Латвии по хоккею с мячом — представляет Латвию на международных соревнованиях по хоккею с мячом.

## История
Федерация бенди Латвии вступила в Международную федерацию хоккея с мячом в 2006 году. Сборная участвует в чемпионатах мира в группе Б с 2007 года (ежегодно, кроме 2017 и 2018 гг.). Лучший результат — 1-е место в турнире Б в 2015 году. В 2015 году выступала сначала в турнире Б, а затем в турнире А.

### Результаты
- 2007 – 8-е место (2-е Группа B)
- 2008 – 9-е место (3-е Группа B)
- 2009 – 10-е место (4-е Группа B)
- 2010 – 8-е место (2-е Группа B)
- 2011 – 9-е место (3-е Группа B)
- 2012 – 10-е место (4-е Группа B)
- 2013 – 9-е место (3-е Группа B)
- 2014 – 9-е место (1-е Группа B)
- 2015 – 7-е место
- 2016 – 8-е место
- 2017 – не участвовала
- 2018 – не участвовала
- 2019 – 13-е место (5-е Группа B)
- 2020 – 14-е место (6-е Группа B)

## Хоккей с мячом в Латвии
До Второй мировой войны хоккей с мячом был очень популярен в Латвии. С 1920 года по 1933 проводились регулярные чемпионаты Латвии, в которых побеждали только клубы, представлявшие Ригу.
В те годы правила хоккея с мячом в Латвии отличались от правил, принятых в Скандинавии, и правил, принятых в России, так как одновременно на поле могло находится только 9 игроков одной команды вместо 11.
После вхождения Латвии в состав СССР хоккей с мячом, к этому времени утративший свои позиции в республике, возродился на базе Окружного Дома Офицеров. Команда комплектовалась за счёт многочисленных российских игроков, переведённых по службе в Ригу. Так, ОДО стал вице-чемпионом СССР в 1953 году, имея в составе единственного этнического латыша — Мартинса Петерсонса. Всего армейская команда в 1950—1953 годах участвовала в трёх чемпионатах СССР в классе «А», а в 1951 году выиграла турнир класса «Б».
Однако, к этому времени хоккей с мячом в республике был сильно потеснён быстро развивавшимся хоккеем с шайбой, и после 1953 года, даже несмотря на серебряный успех, рижская команда в чемпионатах СССР в классе «А» была заменена московскими армейцами, и, хотя команда ещё существовала некоторое время, больших успехов на всесоюзной арене больше не добивалась.
Хоккей с мячом в Латвии был возрождён в 2006 году, когда была образована Федерация бенди Латвии.
Были проведены три чемпионата Латвии, которые игрались по правилам ринк-бенди и по итогам данных турниров формировался состав сборной для участия в чемпионатах мира. В чемпионате Латвии побеждали: 2007 — BK «Tēvzemnieki», 2008 — BK «Tēvzemnieki», 2009 — BK «Zemgale». В дальнейшем чемпионаты Латвии не проводились.

## Тренеры
- Андрейс Банада — до 2014 г.
- Сергей Ин-Фа-Лин — с 2014 г.
- Петерис Остошовс — с 2019 г.
- Иван Максимов — с 2020 г.[3][4]

## Состав
Состав на чемпионате мира 2015 года .
| Номер | Игрок               | Позиция      | Дата рождения | Рост | Вес | Клуб                       |
| ----- | ------------------- | ------------ | ------------- | ---- | --- | -------------------------- |
| 1     | Карлис Закревскис   | Вратарь      | 20.09.1993    | 183  | 85  | «Призма», Рига             |
| 7     | Юлий Каднай         | Защитник     | 21.05.1990    | 180  | 80  | «Автомобилист», Хабаровск  |
| 8     | Артур Бефус         | Защитник     | 20.09.1989    | 169  | 58  | «Знамя-Удмуртия», Воткинск |
| 10    | Лаурис Зиеминьш (К) | Нападающий   | 22.05.1989    | 185  | 81  | «Даугава», Рига            |
| 11    | Алдис Попенс        | Нападающий   | 22.07.1990    | 185  | 82  | «Цетра», Стопини           |
| 16    | Максим Блем         | Полузащитник | 02.07.1976    | 175  | 76  | «Байкал-Энергия», Иркутск  |
| 19    | Мартиньш Скушка     | Защитник     | 28.05.1988    | 179  | 73  | «Марупе», Марупе           |
| 23    | Янис Голубовичс     | Полузащитник | 12.09.1994    | 181  | 79  | «Хаски», Юрмала            |
| 33    | Максим Матвеев      | Защитник     | 07.04.1987    | 182  | 73  | «СКА-Нефтяник», Хабаровск  |
| 35    | Вальтерс Озолиньш   | Нападающий   | 13.06.1992    | 186  | 82  | «Цетра», Стопини           |
| 37    | Егор Кудрявцев      | Полузащитник | 12.05.1985    | 170  | 64  | «Арсенал», Хабаровск       |
| 38    | Улдис Элдманис      | Вратарь      | 29.10.1984    | 179  | 75  | «Марупе», Марупе           |
| 44    | Айварс Анис         | Защитник     | 26.04.1985    | 178  | 79  | «Валмиера», Валмиера       |
| 55    | Никс Апситис        | Защитник     | 03.04.1992    | 188  | 86  | «Цетра», Стопини           |
| 77    | Роман Глазков       | Полузащитник | 20.04.1984    | 181  | 86  | «Призма», Рига             |
| 83    | Виестурс Рауза      | Защитник     | 27.02.1990    | 180  | 83  | «Марупе», Марупе           |